# День учащихся

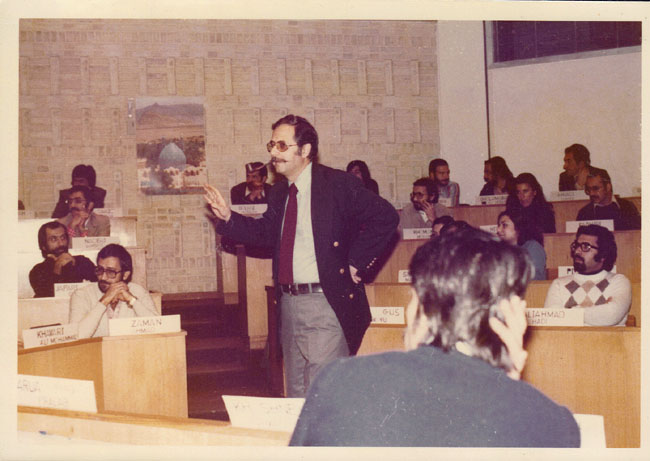

День учащихся (перс. روز دانش آموز‎) — иранский праздник, отмечающийся 4 ноября (13 абана по календарю солнечной хиджры).

## История праздника
День учащихся празднуется в память о событиях, начавшихся 4 ноября 1979 года. В этот день 52 дипломата посольства США в Тегеране были взяты в заложники и удерживались на территории посольства на протяжении 444 дней. Это событие стало новым витком напряжения американо-иранских отношений.
Захват заложников был произведён студенческой группировкой «Студенты-мусульмане, последователи Имама» (перс. دانشجویان مسلمان پیرو خط امام‎) (СМПИ). Студенты были сторонниками Исламской Революции. Они захватили посольство для того, чтобы поддержать режим духовного лидера Ирана аятоллы Рухоллы Хомейни и выразить недовольство тем фактом, что бывшему шаху Ирана Мохаммаду-Резе Пехлеви было предоставлено убежище в США, хотя ожидалось, что США выдаст его Ирану для суда и последующей казни.
В данную группировку входили студенты из разных крупных университетов Ирана, таких как Тегеранский университет и Университет Шариф. Среди студентов особо отличился Эбрахим Аскар-заде, который предложил идею захвата посольства в сентябре 1979 года. Также можно отметить Хабиболлу Битарафа, который впоследствии стал министром энергетики Исламской Республики Иран. Также ярко проявила себя Масуме Эбтекар, которая выступала в качестве пресс-секретаря группы студентов, и Мохсен Мирдамади, который был организатором захвата.
4 ноября 1979 года в 6:30 утра, организаторы и, по различным данным, от 300 до 500 других студентов, собрались около посольства США, где был озвучен план действий. Девушкам-студенткам выдали кусачки, которые они проносили под чадрой, чтобы перекусить цепи, которые использовались для запирания ворот.
Изначально планировалась символическая оккупация. Предполагалось, что по прибытии полиции студенты разойдутся. Это нашло отражение в плакатах, лозунгах протестующих и в репликах, которые они говорили охранникам посольства: «Мы не причиним вам вреда», «Не бойтесь, мы просто хотим провести сидячую забастовку». Однако как только стало ясно, что охрана не воспользуется оружием против демонстрантов, настроение толпы и планы резко изменились. По словам одного из бывших сотрудников посольства, когда участникам СМПИ удалось прорваться через ворота, около посольства сразу появилось несколько автобусов с новыми демонстрантами.  Как и надеялись организаторы, имам Хомейни выступил в поддержку протестующих.
Как заявляли сами организаторы операции, главными причинами захвата посольства были заморозка банковских активов Исламской Республики Иран в банках США после свержения шаха, перевоз бывшего шаха под предлогом лечения от рака в США с последующим отказом от выдачи для суда, а также вмешательство США во внутреннюю политику Ирана, в том числе участие в перевороте против премьер-министра Моссадыка в 1953 году.
Впоследствии захват заложников привёл к ухудшению имиджа Ирана на международной арене. Лидер Ирака Саддам Хусейн воспользовался ухудшением отношений между Ираном и Ираком, чтобы начать незамедлительную войну с ИРИ. Также данный инцидент косвенно повлиял на введение политики санкций против Ирана.
Масуме Эбтекар, которая была пресс-секретарём СМПИ во время захвата посольства, впоследствии дважды стала заместителем президента ИРИ. Эбрахим Аскар-заде стал одним из депутатов Меджлиса и членом городского совета Тегерана. Мохсен Мирдамади также был одним из депутатов иранского парламента, а позже занял должность председателя одной из крупнейших партий «Партия сотрудничества исламского Ирана» (перс. جبهه مشارکت ایران اسلامی‎).